# Дрезденский филармонический оркестр
Дрезденский филармонический оркестр (нем. Dresdner Philharmoniker) — симфонический оркестр, располагающийся в Дрездене, спонсируемый городом Дрезденом.
Оркестр был основан в 1870 под названием нем. Gewerbehausorchester и выступал в зале Гевербехаусзаль (нем. Gewerbehaussaal). В 1915 г. пережил полную реорганизацию, заметно увеличил состав (из 64 музыкантов нового состава только 21 играл в прежнем) и получил своё теперешнее имя.
В период ГДР основной концертной площадкой оркестра стал Дворец культуры (нем. Kulturpalast). Сейчас оркестр в основном выступает там, а также в церкви Крёйцкирхе, Высшей музыкальной школе Дрездена и замке Альбрехстберг.

## Главные дирижёры оркестра
- 1870—1885 Герман Мансфельдт
- 1885—1886 Михаэль Циммерман
- 1886—1890 Эрнст Шталь
- 1890—1903 Август Тренклер
- 1903—1915 Вилли Ольсен
- 1915—1923 Эдвин Линднер
- 1923—1924 Йозеф Густав Мрачек
- 1924—1929 Эдуард Мёрике
- 1929—1932 Пауль Шайнпфлюг
- 1932—1934 Вернер Ладвиг
- 1934—1942 Пауль ван Кемпен
- 1942—1944 Карл Шурихт
- 1945—1946 Герхарт Визенхюттер
- 1947—1964 Хайнц Бонгарц
- 1964—1967 Хорст Фёрстер
- 1967—1972 Курт Мазур
- 1972—1976 Гюнтер Хербиг
- 1977—1985 Херберт Кегель
- 1986—1994 Йорг-Петер Вайгле
- 1994—2001 Мишель Плассон
- 2001—2004 Марек Яновский
- 2004—2011 Рафаэль Фрюбек де Бургос
- 2011—2019 Михаэль Зандерлинг
- 2019—2023 Марек Яновский
- с 2025 — сэр Дональд Ранниклс